# Sprężarka osiowo-promieniowa
Sprężarka osiowo-promieniowa – sprężarka właściwa przepływowa, w której przepływy gazu przez wirnik jest ukośny (promieniowo-osiowy). Wirnik takiej sprężarki ma konstrukcję podobną do wirnika pompy helikoidalnej.
Parametry sprężarki osiowo-promieniowej są pośrednie pomiędzy parametrami sprężarki osiowej i promieniowej.
Sprężarki osiowo-promieniowe charakteryzują się przepływem osiowym, powietrze lub gaz przechodzą wzdłuż wałka poprzez rowki wirnika stacjonarnego i obrotowego. W ten sposób prędkość powietrza jest w tym samym czasie stopniowo zwiększana ponieważ stacjonarne łopatki zmieniają energię kinetyczną na ciśnienie. Sprężarka ma zwykle wbudowany bęben wyważający w celu zrównoważenia sił osiowych.
Sprężarki osiowo-promieniowe są generalnie mniejsze od odpowiadających im sprężarek odśrodkowych i pracują zwykle przy wyższych prędkościach obrotowych. Stosowane są przy stałym wysokim objętościowym natężeniu przepływu i średniej wartości ciśnienia na przykład w systemach wentylacyjnych. Biorąc pod uwagę ich wysoką prędkość obrotową stanowią idealne rozwiązanie dla turbin gazowych generujących energię elektryczną i napędów lotniczych.